# Hlinov (Nové Hrady)

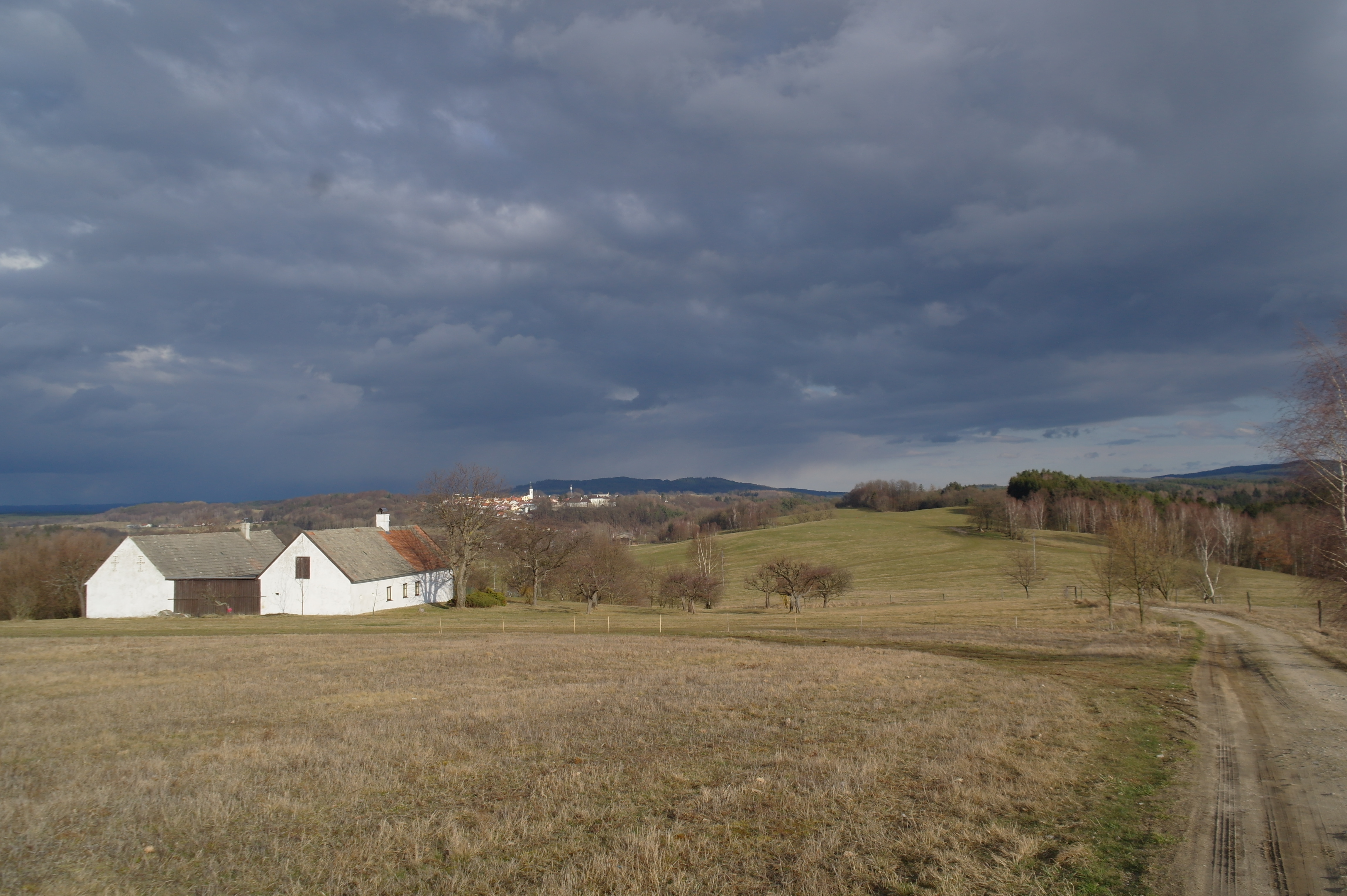
Gehöft Nr. 206

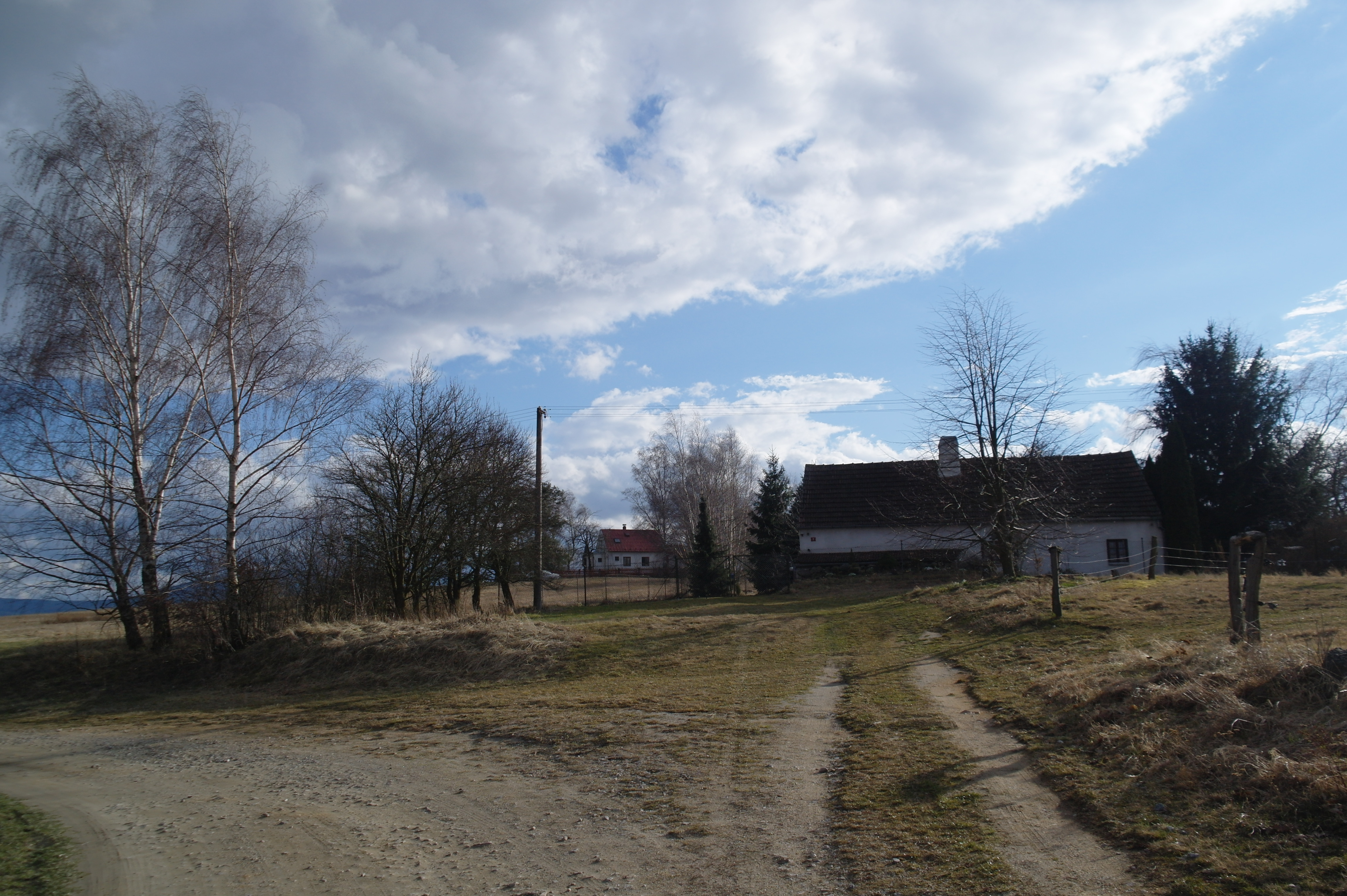
Haus Nr. 207

Hlinov (deutsch Tonnberg) ist eine Grundsiedlungseinheit der Stadt Nové Hrady (Gratzen) im Okres České Budějovice in Tschechien. Die Streusiedlung liegt zwei Kilometer westlich von Nové Hrady; die drei westlichen Häuser bilden den Ortsteil Hlinov der Gemeinde Horní Stropnice (Strobnitz).

## Geographie
Die Streusiedlung Hlinov befindet sich am Nordost- und Osthang des Krčínský vrch (Gritschauer Berg; 553 m n.m.) in den Novohradské podhůří (Gratzener Gebirgsvorland). Am nördlichen Ortsrand verläuft die Staatsstraße II/156 zwischen Nové Hrady und Trhové Sviny (Schweinitz). Südöstlich erhebt sich der Soví vrch (541 m n.m.), westlich der Krčínský vrch und im Nordwesten die Výhledy (Prospect, 549 m n.m.). Hlinov liegt im Naturpark Novohradské hory.
Nachbarorte sind Janovka I (Johannesruh 1. Anteil) im Norden, Kapinos (Gabernost) und Byňov (Böhmdorf) im Nordosten, Štiptoň (Winau)  und Údolí (Niederthal) im Osten, Tereziino údolí (Jetzkobrunn), U Hamru und Terezín (Neugebäu) im Südosten, Krčín (Gritschau) und Humenice (Maierhof) im Süden, Svébohy (Zweiendorf) im Südwesten, Hlinov (Horní Stropnice) im Westen sowie Svaryšov (Sworeschau) und Janovka II (Johannesruh 2. Anteil) im Nordwesten. 

## Geschichte
Die Kolonie Tonnberg bzw. Thonberg wurde zwischen 1785 und 1790 auf herrschaftlich Gratzener Gründen angelegt. Die Grundstücke wurden den ursprünglich zehn Siedlern, teils auf drei Leiber, teils für einen Zeitraum von sechs bis siebzig Jahren verpachtet. Die ersten Siedler sind namentlich überliefert: Albert Gubi, Mathias Frössl, Gregor Krieger, Johann Priegel, Philipp Steinbauer, Mathias Payer und Paul Preis blieben in Tonnberg ansässig; Martin Schwarzinger und Johann Haas übergaben ihre Baustellen vor Ablauf der Jahresfrist an Jakob Glaser bzw. Martin Kastl. 
Im Jahre 1840 bestand die im Budweiser Kreis an der Straße von Gratzen nach Budweis gelegene und nach Johannesruh konskribierte Dominikalsiedlung Tonnberg aus zwölf Häusern. Pfarr- und Schulort war Gratzen. Bis zur Mitte des 19. Jahrhunderts blieb Tonnberg der Fideikommissherrschaft Gratzen untertänig.
Nach der Aufhebung der Patrimonialherrschaften bildete Tonnberg / Hlinov ab 1850 eine Ansiedlung der Stadtgemeinde Gratzen im Gerichtsbezirk Gratzen; einige Häuser waren der Gemeinde Zweiendorf / Svébohy zugerechnet. 1868 wurde Tonnberg dem Bezirk Kaplitz zugeordnet. Am 22. Mai 1878 brach in Tonnberg ein Großfeuer aus, ein weiteres folgte am 24. Juni 1881. Mit der Bildung der Gemeinde Niederthal wurde ihr 1886 auch der Gratzener Anteil von Tonnberg zugeordnet. Dieser bestand 1890 aus neun Häusern mit 68 Einwohnern.
Nach dem Ersten Weltkrieg zerfiel der Vielvölkerstaat Österreich-Ungarn, die Siedlung wurde 1918 Teil der neu gebildeten Tschechoslowakischen Republik. Beim Zensus von 1921 wurde Tonnberg als eine zur Gemeinde Niederthal gehörige Häusergruppe bezeichnet. Nach dem Münchner Abkommen wurde Tonnberg im Oktober 1938 dem Deutschen Reich zugeschlagen und gehörte bis 1945 zum Landkreis Kaplitz. Nach dem Ende des Zweiten Weltkrieges kam Hlinov zur wiedererrichteten Tschechoslowakei zurück.
1949 erfolgte die Aufhebung des Okres Kaplice und die Umgliederung der Siedlung in den Okres Trhové Sviny. Im Zuge der Gebietsreform von 1960 wurde Údolí nach Nové Hrady eingemeindet und dem Okres České Budějovice zugeordnet. 1991 lebten in Hlinov drei Personen, beim Zensus von 2001 waren es zwei.

## Ortsgliederung
Die Grundsiedlungseinheit Hlinov gehört zum Ortsteil Údolí und ist Teil des Katastralbezirks Údolí u Nových Hradů.
Sie besteht aus sieben Gehöften (Nr. 78 und Nrn. 203–208). 

## Sehenswürdigkeiten
- Wegkreuz am unteren Abzweig von der Staatsstraße II/156